# Јада (Сондрио)
Јада је насеље у Италији у округу Сондрио, региону Ломбардија.
Према процени из 2011. у насељу је живело 17 становника. Насеље се налази на надморској висини од 417 м.